# Asteroschema
Genre
Asteroschema est un genre d'ophiures (échinodermes) abyssales de la famille des Euryalidae.

## Liste des espèces
Selon World Register of Marine Species (6 janvier 2015) :
- Asteroschema ajax A.H. Clark, 1949
- Asteroschema arenosum Lyman, 1878
- Asteroschema bidwillae McKnight, 2000
- Asteroschema brachiatum Lyman, 1879
- Asteroschema capensis Mortensen, 1925
- Asteroschema clavigerum Verrill, 1894
- Asteroschema edmondsoni A.H. Clark, 1949
- Asteroschema elongatum Koehler, 1914
- Asteroschema fastosum Koehler, 1904
- Asteroschema flosculus Alcock, 1893
- Asteroschema glaucum Matsumoto, 1915
- Asteroschema hemigymnum Matsumoto, 1915
- Asteroschema horridum Lyman, 1879
- Asteroschema igloo Baker, 1980
- Asteroschema inornatum Koehler, 1906
- Asteroschema intectum Lyman, 1878
- Asteroschema laeve (Lyman, 1872)
- Asteroschema lissum H.L. Clark, 1939
- Asteroschema migrator Koehler, 1904
- Asteroschema monobactrum H.L. Clark, 1917
- Asteroschema nuttingii Verrill, 1899
- Asteroschema oligactes (Pallas, 1788)
- Asteroschema rubrum Lyman, 1879
- Asteroschema salix Lyman, 1879
- Asteroschema sampadae Parameswaran & Jaleel, 2012
- Asteroschema subfastosum Döderlein, 1930
- Asteroschema sublaeve Lütken & Mortensen, 1899
- Asteroschema sulcata Ljungman, 1872
- Asteroschema tenue Lyman, 1875
- Asteroschema tubiferum Matsumoto, 1911
- Asteroschema tumidum Lyman, 1879
- Asteroschema vicinum Koehler, 1907
- Asteroschema wrighti McKnight, 2000
- Asteroschema yaeyamensis Murakami, 1944

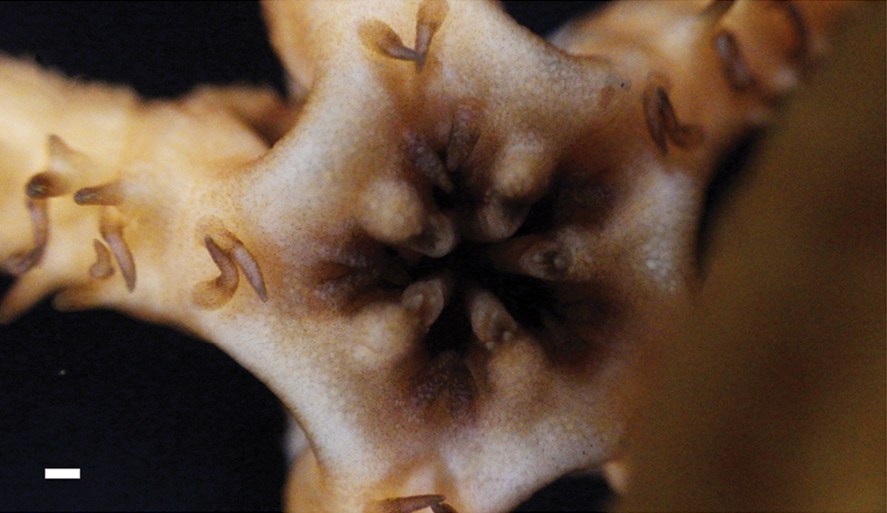
Détail de la bouche d'une Asteroschema sublaeve

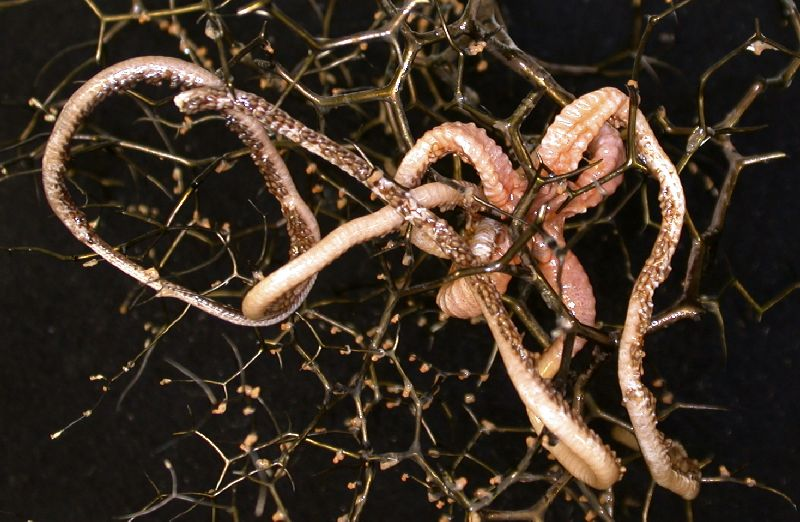
Asteroschema ajax
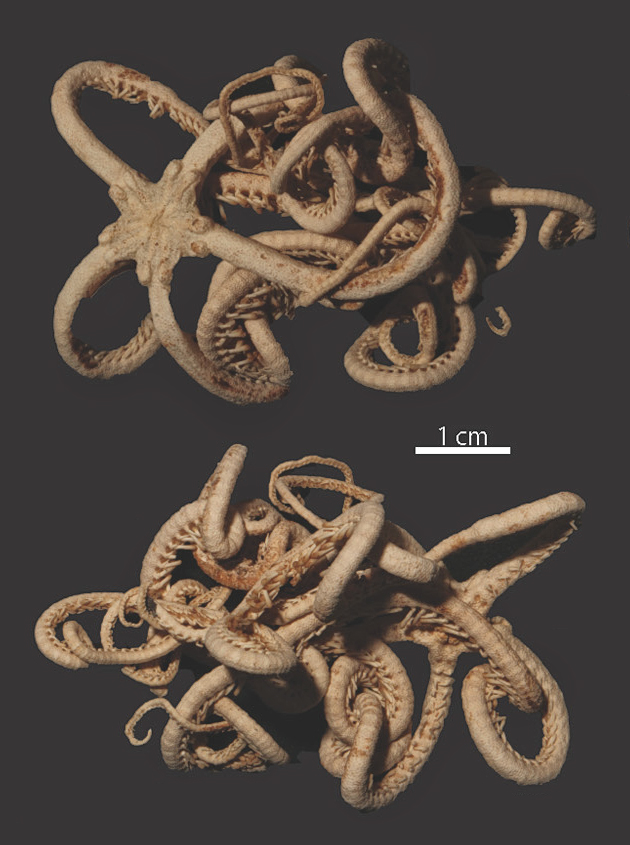
Asteroschema arenosum
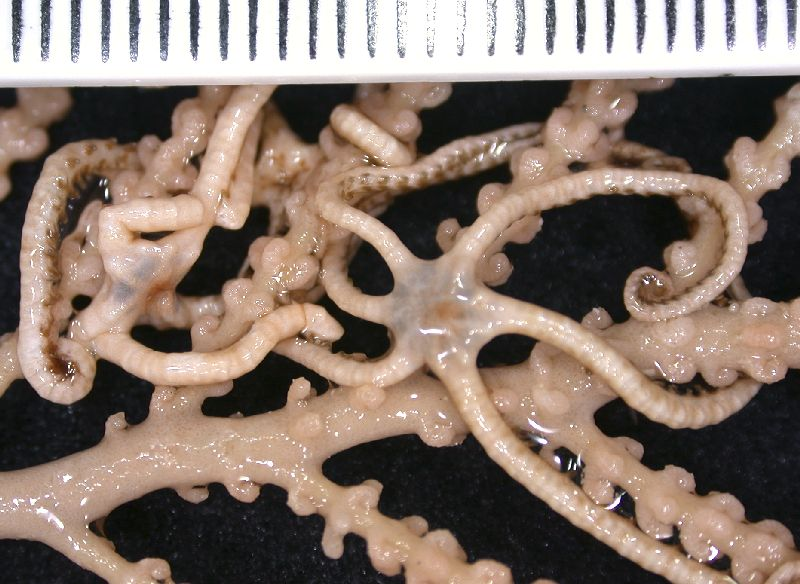
Asteroschema bidwillae
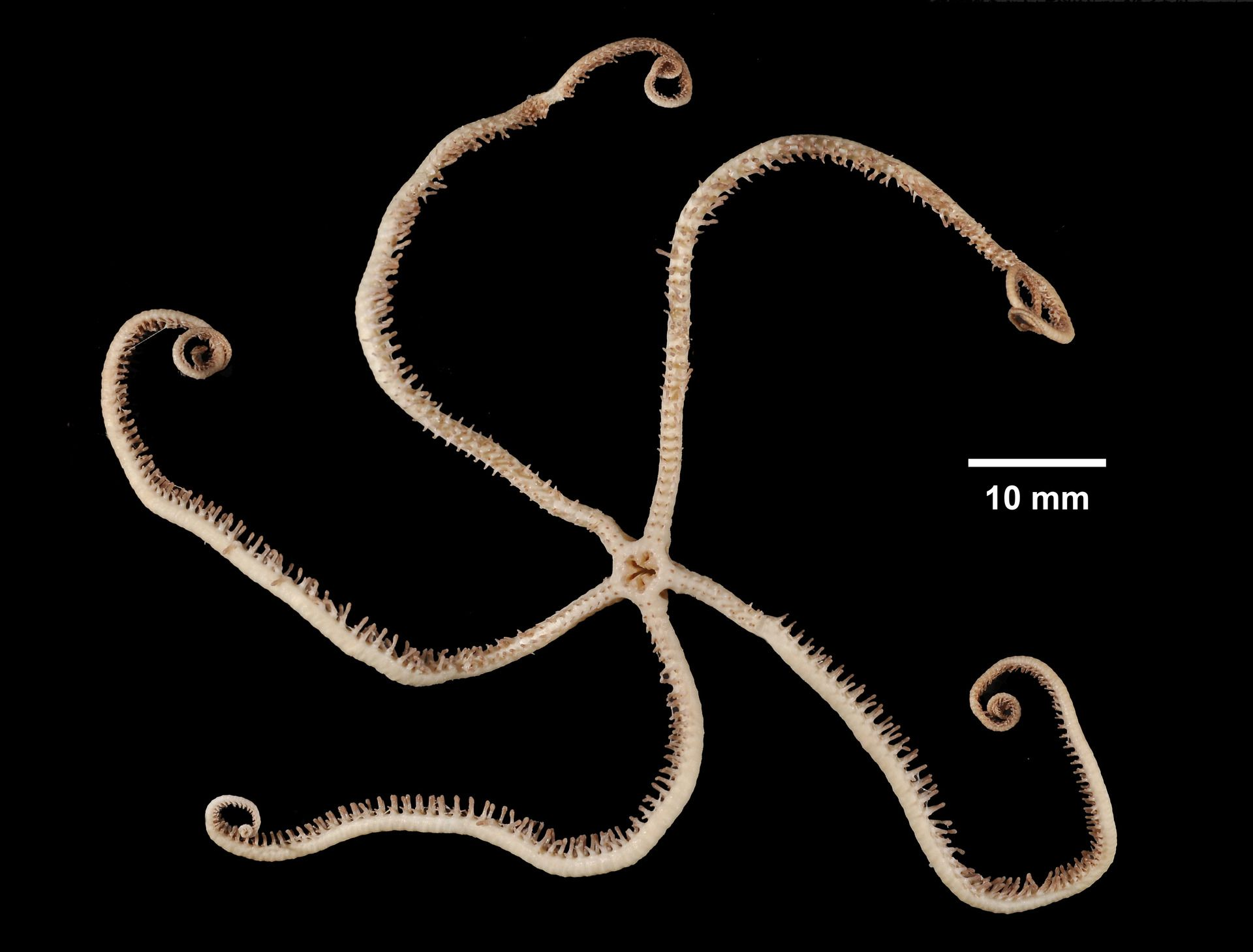
Asteroschema clavigerum
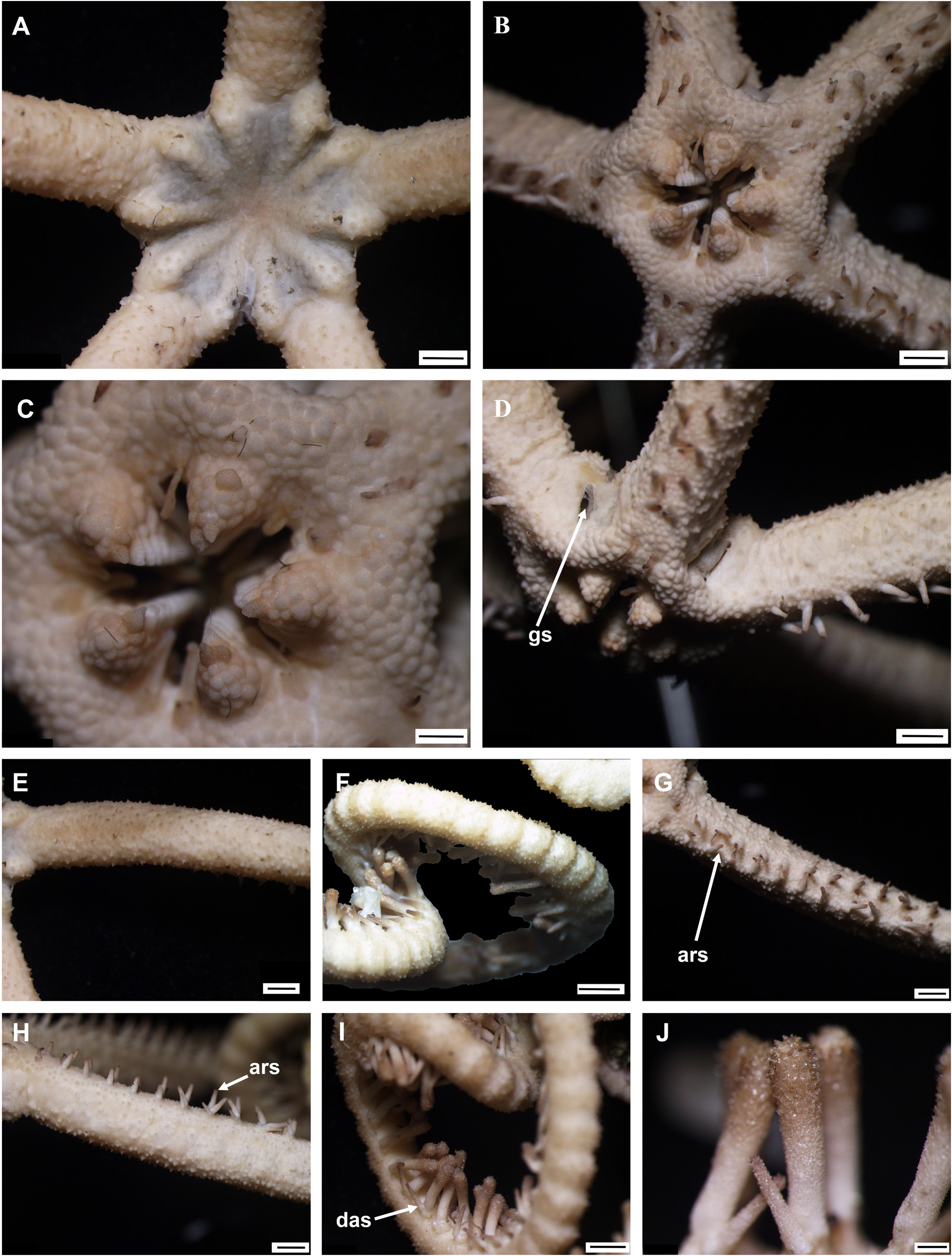
Asteroschema horridum
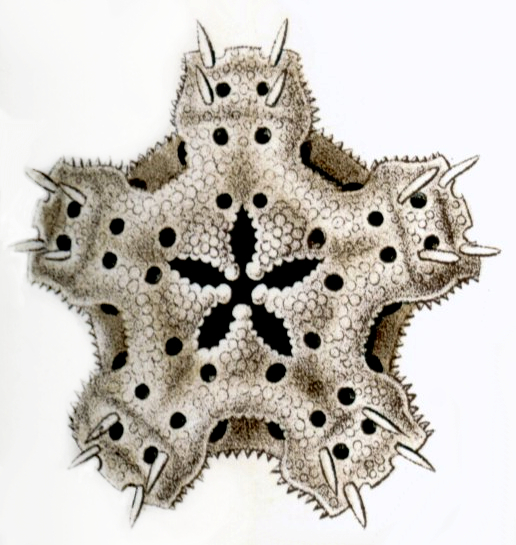
Asteroschema horridum (face orale)
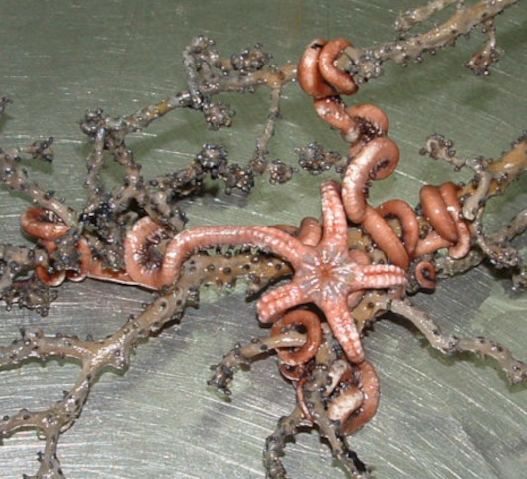
Asteroschema inornatum
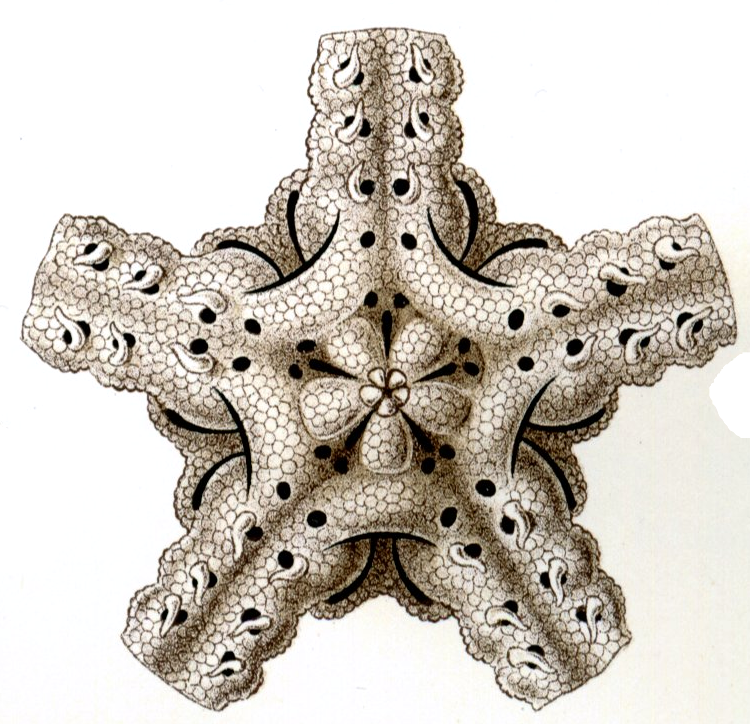
Asteroschema rubrum (face orale)
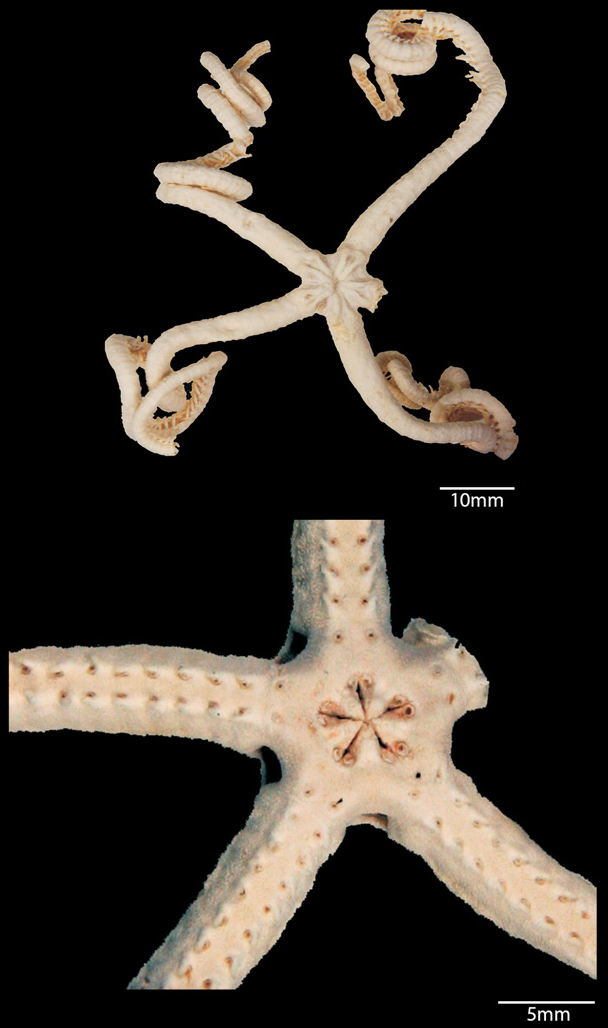
Asteroschema salix
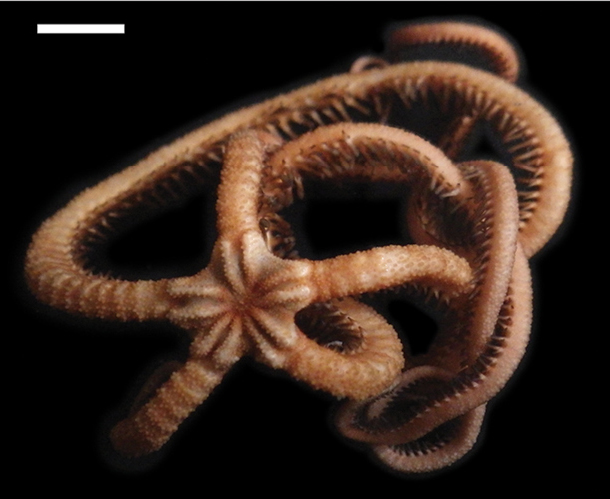
Asteroschema sublaeve
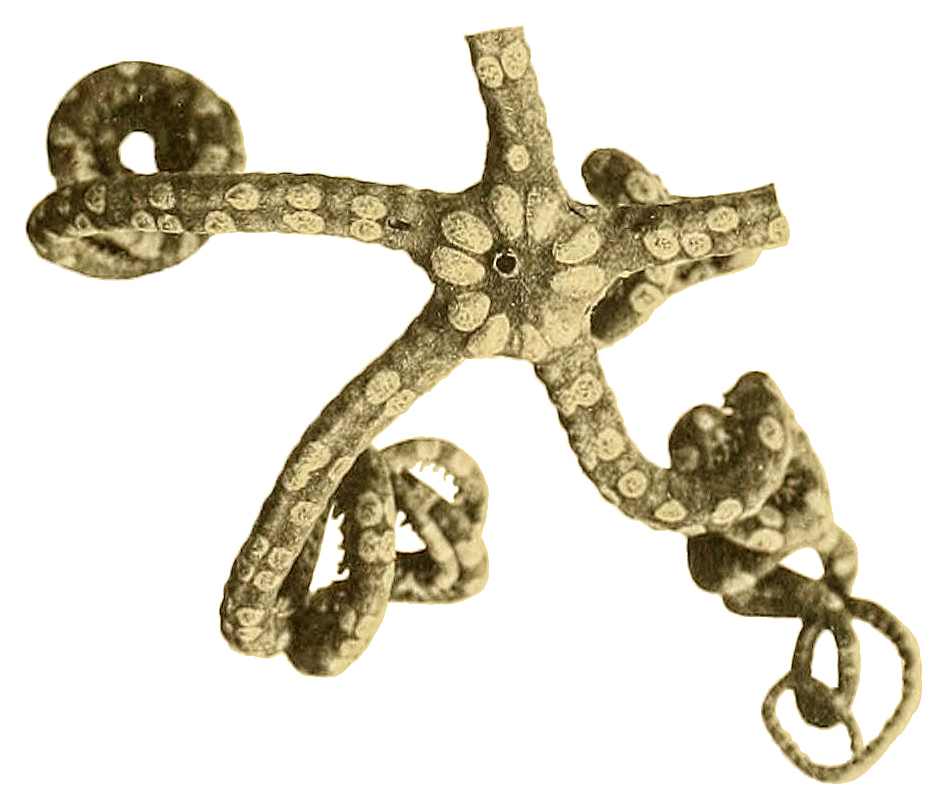
Asteroschema sulcata
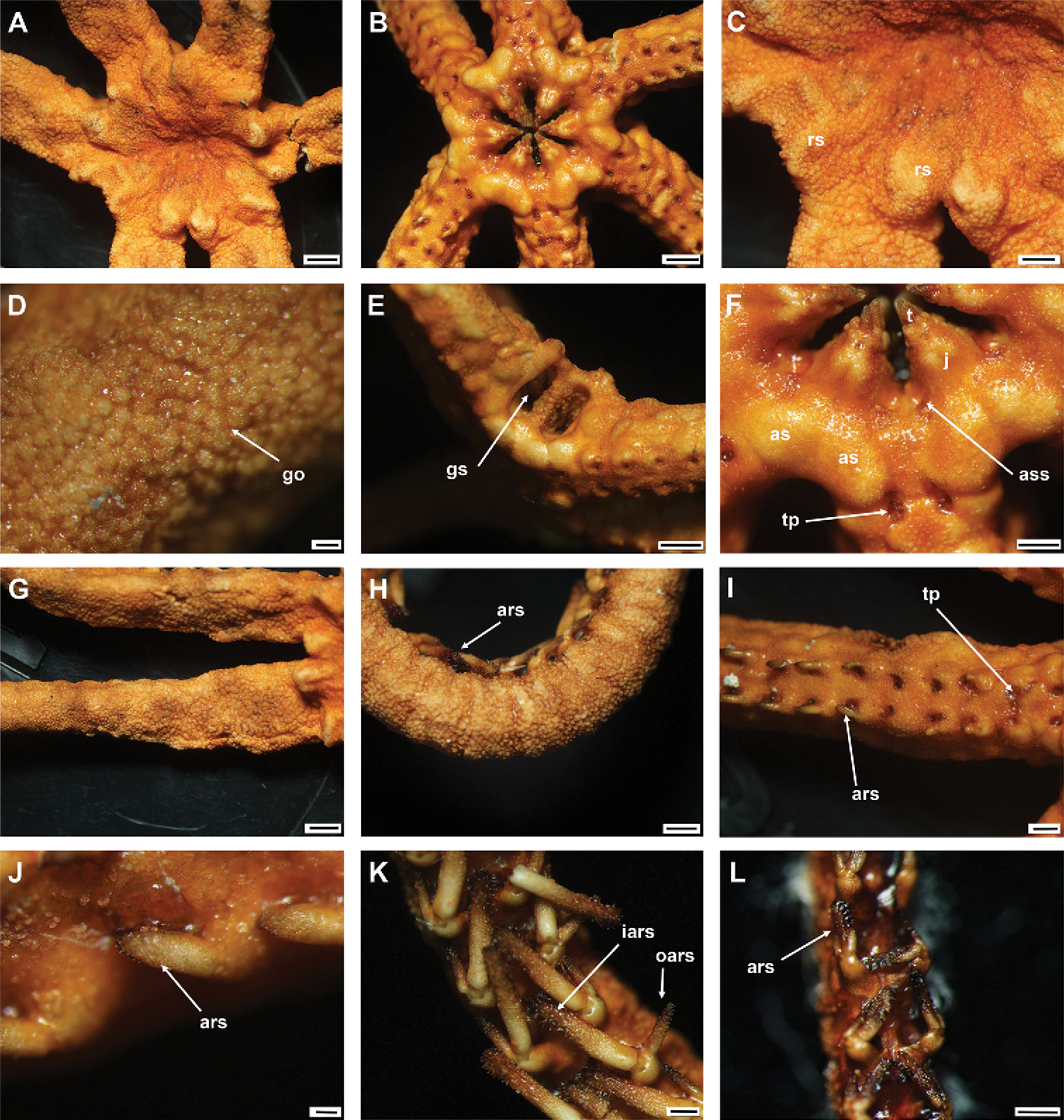
Asteroschema cf. bidwillae